# Conzieu

Conzieu este o comună în departamentul Ain din estul Franței.